# Massac-Séran

Massac-Séran este o comună în departamentul Tarn din sudul Franței. În 2009 avea o populație de 311 de locuitori.

## Evoluția populației
| An        | 1975 | 1982 | 1990 | 1999 | 2006 | 2009 |
| --------- | ---- | ---- | ---- | ---- | ---- | ---- |
| Populație | 207  | 227  | 246  | 177  | 246  | 311  |